# Винник, Джадд
Джадд Винник (англ. Judd Winick; род. 12 февраля 1970, Лонг-Айленд, Нью-Йорк, США) — американский автор комиксов.

## Ранние годы
Винник родился в еврейской семье и рос в Дикс-Хиллзе.
В юности он читал комиксы о супергероях. Однажды Джадд прочёл графический роман Кайла Бейкера Why I Hate Saturn. В интервью 2015 года он признался, что до сих пор перечитывает его раз в год.
Винник окончил среднюю школу в 1988 году и поступил в Мичиганский университет.

## Награды

### Победы
- 2000: Publishers Weekly Best Book за Pedro and Me[6]
- 2000: Bay Area Book Reviewers Award, категория «Best in Children’s Literature» за Pedro and Me[6]
- 2001: Robert F. Sibert Informational Book Honor Award за Pedro and Me[6][7]
- 2001: American Library Association Notable Children’s Book за Pedro and Me[6][7]
- 2001: American Library Association Gay, Lesbian, Bisexual, Transgender Roundtable Nonfiction Honor book за Pedro and Me[6]
- 2001: American Library Association Best Books, категория «Young Adults» за Pedro and Me[7]
- 2001: American Library Association Popular Paperbacks, категория «Young Adults» за Pedro and Me[7]
- 2001: American Library Association Quick Picks, категория «Reluctant Young Adult Readers» за Pedro and Me[7]
- Young Adult Library Services Association Quick Pick, категория «Reluctant Readers» за Pedro and Me[6][8]
- YALSA Notable Graphic Novels за Pedro and Me[6]
- Bulletin Blue Ribbon Book за Pedro and Me[6][7]
- America’s Award for Children’s and Young Adult Literature Highly Recommended List за Pedro and Me[6]
- 2001: GLAAD Media Award, категория «Outstanding Comic» за Pedro and Me[9]
- 2002: GLAAD Media Award, категория «Outstanding Comic» за Green Lantern[10]
- 2003: GLAAD Media Award, категория «Outstanding Comic» за Green Lantern[9][11][12]

### Номинации
- 2000: Eisner Award, категория «Best Original Graphic Novel» за Pedro and Me[6]
- 2001: American Library Association Stonewall Book Award за Pedro and Me[7]
- South Carolina Young Adult Book Award за Pedro and Me[7]
- GLAAD Media Award, категория «Best Comic Book» за The Outsiders[13]

## Фильмография
В качестве сценариста:
- Жизнь и приключения Джунипер Ли
- Бэтмен: Под красным колпаком
- Крутые[англ.]